# Vladimir Gundarțev
Vladimir Gundarțev (în rusă Владимир Гундарцев; n. 13 decembrie 1944, Satka⁠(d), RSFS Rusă, URSS – d. 25 noiembrie 2014, Moscova, Rusia) a fost un biatlonist ce a reprezentat Uniunea Republicilor Sovietice Socialiste, medaliat olimpic. A participat la o ediție a Jocurilor Olimpice (1968) în care a câștigat o medalie de aur și o medalie de bronz.